# Расторгуево (платформа)
Расторгу́ево — остановочный пункт Павелецкого направления Московской железной дороги в городе Видное Ленинского городского округа Московской области.
Построен в 1900 году, одновременно с Павелецким вокзалом сразу после открытия железнодорожной линии.
На остановочном пункте три железнодорожных пути и три боковых пассажирских платформы (до конца 1990-х платформа № 2 являлась островной, но после демонтажа пути № 5 и остального путевого развития стала боковой), соединённые надземным переходом. Вход и выход на платформы №1 и №2 осуществляется через турникеты. В кассовом здании есть две пригородных билетных кассы и 1 касса дальнего следования. Рядом с кассовым зданием установлено 6 автоматов по продаже пригородных билетов. Станция имела путевое развитие — стрелочное хозяйство, несколько тупиков, оборотный тупик для разворота электричек, ответвление к ДРСУ. В конце 1990-х годов путевое развитие и стрелки были демонтированы.
Платформа расположена между улицами Донбасская и Булатниковская города Видное.

## Общественный транспорт

### Городские и районные автобусы
- 2: Платформа Расторгуево —  Ольгинская улица
- 3: Платформа Расторгуево —  МКГЗ
- 6: Платформа Расторгуево —  Магазин Мебельный
- 7: Ольгинская улица — Проспект Ленинского Комсомола
- 8: Платформа Расторгуево — Ермолино
- 10: Петрушино — Поликлиника
- 44: Платформа Расторгуево — Слобода
- 59: Платформа Расторгуево — Подольск

### Пригородные автобусы и маршрутные такси
- 364: Платформа Расторгуево —  Домодедовская
- 379: Платформа Расторгуево —  Бутово
- 471: Платформа Расторгуево —  Домодедовская
- 489: Платформа Расторгуево —  Кантемировская
- 1019: Ермолино —  Аннино

### Троллейбус
Основная статья: Видновский троллейбус
- 1: Платформа Расторгуево — Заводская улица
- 2: Платформа Расторгуево — Советская улица
- 4: Платформа Расторгуево — МКГЗ

- Карта автобусных маршрутов города Видное
- Карта автобусных маршрутов окрестностей города